# Pleasures of the Harbor
Pleasures of the Harbour ist Phil Ochs drittes Studioalbum und sein erstes für A&M Records. Es wurde 1967 veröffentlicht.

## Stil
Es ist eines der düstersten Alben von Ochs. Im krassen Gegensatz zu seinen drei Alben für Elektra Records, die alle Folk waren, enthielt Pleasures of the Harbour Spuren von Klassik, Rock ’n’ Roll, Dixieland-Jazz, die sich mit Folk kreuzten. Ochs nannte dieses Album Folk-Pop.

## Themen
Der bekannteste Track ist "Outside of a Small Circle of Friends", ein sarkastischer Stich auf die Teilnahmslosigkeit von Menschen in bestimmten Situationen, in deren Mittelpunkt die Geschichte des Mordes an Kitty Genovese in New York City steht, bei dem zahlreiche Menschen den Mord sahen, aber nichts taten. Die Erwähnung von Marihuana in einem Vers  führte dazu, dass der Song von vielen Sendern boykottiert wurde.
In "The Party" führt Ochs viele Beschreibungen, unter anderem von sich selbst, durch. "Flower Lady" war eine sechsminütige Erzählung über gegensätzliche Charaktere in der Stadt, wobei jede Anekdote eines gemeinsam hatte: Alle ignorieren die arme Frau, die versucht, ihre Blumen zu verkaufen.
"Pleasures of the Harbour", der Titelsong, ist ein Klagelied an einsame Seeleute, die im Hafen menschlichen Trost und Verbindung suchen. Ochs komponierte es, nachdem er eine Vorführung von John Fords Film The Long Voyage Home aus dem Jahr 1940 gesehen hatte, in dem eines von Ochs’ Filmidolen, John Wayne, die Hauptrolle spielte.
Diese Aufnahme von „The Crucifixion“, die das Album abschloss, wurde von Ochs als gescheitertes Experiment angesehen, was sein avantgardistisches Produktionsexperiment betrifft. Textlich und musikalisch halten viele den Song jedoch für ein Meisterwerk. Er verglich John F. Kennedy und Jesus Christus. Das Lied soll Kennedys Bruder Robert zu Tränen gerührt haben, als Ochs es ihm Anfang 1968 a cappella vortrug. Ochs spiel all die Songs auf Konzerten alleine.

## Titelliste
A-Seite
1. Cross My Heart – 3:23
2. Flower Lady – 6:06
3. Outside of a Small Circle of Friends – 3:37
4. I’ve Had Her – 8:03
5. Miranda – 5:17

B-Seite
1. The Party – 7:57
2. Pleasures of the Harbor – 8:05
3. The Crucifixion – 8:45

Alle Songs wurden von Phil Ochs geschrieben.

## Besetzung
- Phil Ochs – Gesang, Gitarre, Text
- Larry Marks – Produzent
- Lincoln Mayorga – Klavier
- Warren Zevon – Gitarre bei „Pleasures of the Harbour“
- Ian Freebairn-Smith – Arrangements
- Joseph Byrd – Arrangements zu "The Crucifixion"